# Praon nipponicum
Praon nipponicum är en stekelart som först beskrevs av Hajimu Takada 1968.  Praon nipponicum ingår i släktet Praon och familjen bracksteklar. Inga underarter finns listade i Catalogue of Life.